# Nowa Świdziałówka
Nowa Świdziałówka – wieś w Polsce położona w województwie podlaskim, w powiecie sokólskim, w gminie Krynki.
| SIMC    | Nazwa        | Rodzaj    |
| ------- | ------------ | --------- |
| 0032796 | Borsukowizna | kolonia   |
| 0032804 | Kłyszawka    | kolonia   |
| 1012531 | Planta       | część wsi |

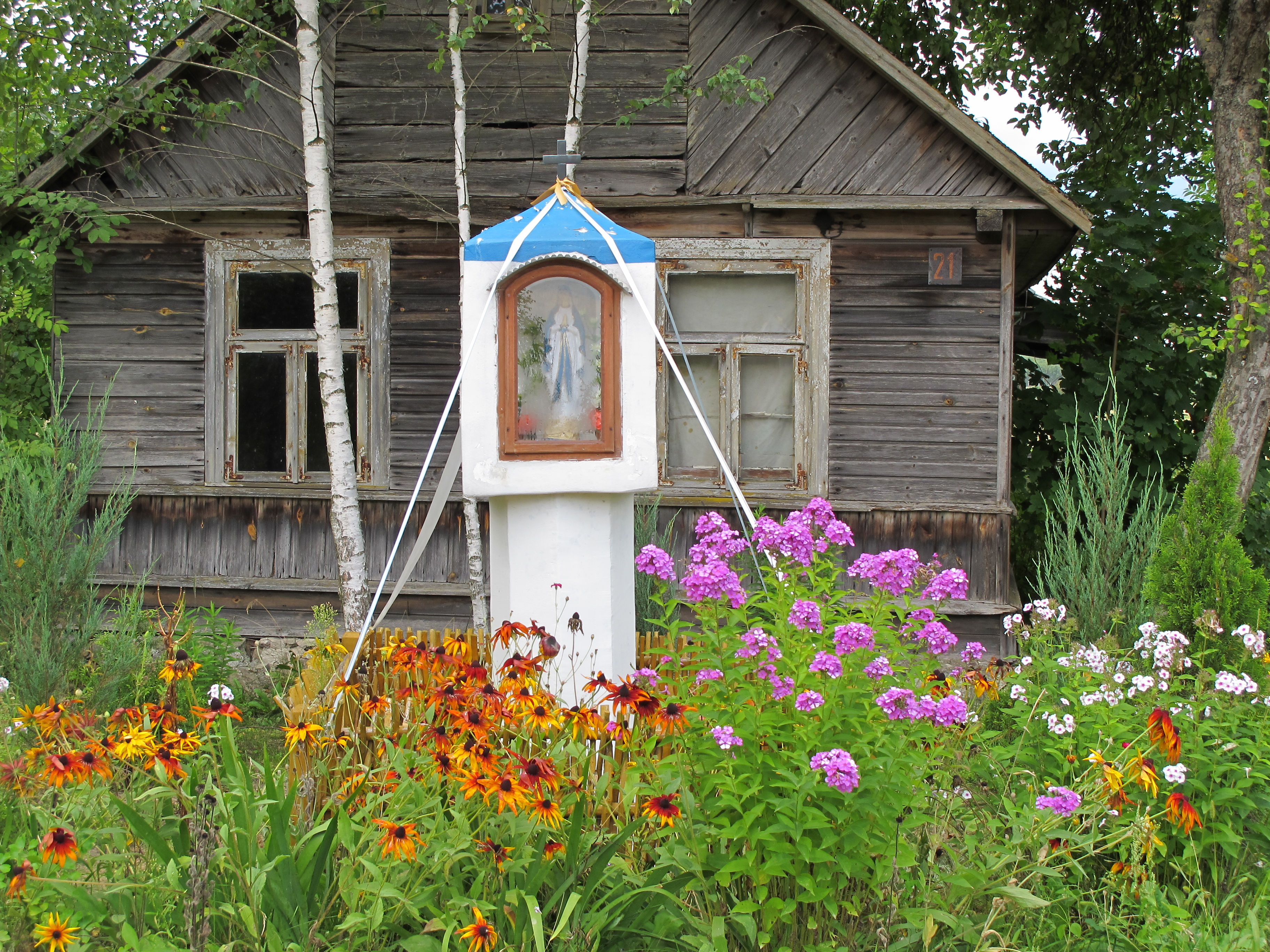
Kapliczka

W latach 1975–1998 miejscowość administracyjnie należała do województwa białostockiego.
Wierni kościoła rzymskokatolickiego należą do parafii Parafia Matki Bożej Miłosierdzia w Podlipkach.